# Eněrgija

Srovnání velikosti nosiče Sojuz, amerického raketoplánu a soustavy rakety Eněrgija s ruským raketoplánem Buran

Eněrgija (rusky Энергия – „energie“) byla sovětská nosná raketa navržená pro vynášení raketoplánu Buran. Při jejím vzniku se také počítalo s možností vynášení částí vesmírných stanic nebo malých bitevních kosmických stanic. V případě přidání pomocných raket je nosič schopný dostat na oběžnou dráhu až cca 180 tun nákladu. (V této verzi nikdy neletěla.) 
Její vývoj byl započat po neúspěších rakety N-1. Nesmírné náklady na její vývoj a náklady na vývoj Buranu jsou někdy zmiňovány jako jedna z mnoha příčin ekonomického kolapsu Sovětského svazu. Oba projekty byly realizovány, aby vyrovnaly domnělou převahu USA ve vesmíru.

## Uskutečněné lety
Raketa Eněrgija byla vypuštěna pouze dvakrát. Při prvním startu 15. května 1987 vynesla maketu bezpilotní vojenské stanice Poljus, která měla být po dokončení vývoje schopna lasery ničit nepřátelské družice. Raketa stanici úspěšně vynesla do kosmu, ta se však kvůli chybě v řídícím systému zřítila do Tichého oceánu.
Při svém druhém startu 15. listopadu 1988 Eněrgija vynesla raketoplán Buran. Další výroba nepokračovala, ze startovacích bloků vychází další typ raket Zenit.

## Popis

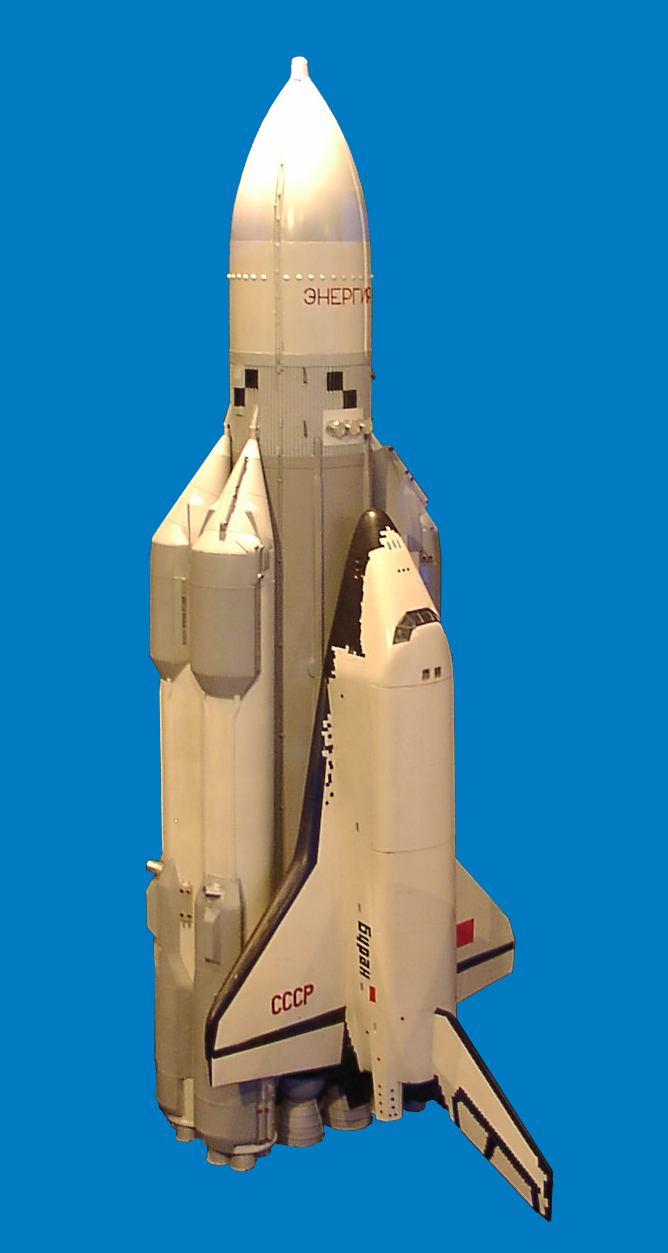
Model nosiče Eněrgija a ruského raketoplánu Buran

Čtyři silné startovací bloky na kapalný kyslík a kerosin, každý s jedním čtyřkomorovým raketovým motorem RD-170, jsou připojeny k centrálnímu druhému stupni na kyslík a vodík se čtyřmi motory RD-120.

## Plánované varianty rakety
- Eněrgija-M – plánovaná redukovaná Eněrgija obsahující pouze dva startovací stupně a jeden motor RD-120. Byla určená pro komerční využití, ale pro nedostatek užitečných zařízení vhodných k vypuštění byl vývoj zastaven.
- Vulkán – varianta Eněrgije s osmi startovacími bloky o nosnosti 175 tun na nízkou oběžnou dráhu.
- Eněrgija 2 – plánovaná znovupoužitelná těžká raketa přistávající automaticky jako raketoplán. Startovací bloky by byly vyloveny z moře. Při vynášení těžších nákladů by mohly být připojeny rakety Zenit.

## Současnost
V současné době Rusko vyvíjí novou supertěžkou raketu Jenisej, která bude na prvním stupni využívat čtyřkomorové motory RD-171MV, což jsou modifikované verze motoru RD-170 používaného na raketě Eněrgija.